# Czajków
Czajków (deutsch Czajkowo, 1939–1945 Kiebitztal) ist ein Dorf und Sitz der gleichnamigen Landgemeinde in Polen. Der Ort liegt im Powiat Ostrzeszowski der Woiwodschaft Großpolen. 
Seit 2014 besteht eine Gemeindepartnerschaft mit Klipphausen in Sachsen.

## Gemeinde
Zur Landgemeinde Czajków gehören sieben Dörfer mit einem Schulzenamt:
| - Czajków - Klon - Michałów - Mielcuchy | - Mielcuchy Pierwsze - Muchy - Salamony |

Weitere Ortschaften der Gemeinde sind:
| - Bolki - Dziwińskie - Kopna | - Kędzie - Lemiesze - Niedźwiedzie | - Studziańskie - Zadki - Załomyskie |